# Sairocarpus kingii
Sairocarpus kingii är en grobladsväxtart som först beskrevs av Sereno Watson, och fick sitt nu gällande namn av David A. Sutton. Sairocarpus kingii ingår i släktet Sairocarpus och familjen grobladsväxter. Inga underarter finns listade i Catalogue of Life.